# Wilkin Cavero
Wilkin Cavero Manzanilla (Chincha Alta, departamento de Ica, 24 de marzo de 1978) es un exfutbolista peruano.  Jugaba de delantero y fue goleador en la Segunda División Peruana 2004. Tiene 46 años. 

## Clubes
| Club                 | País      | Año  | Goles |
| -------------------- | --------- | ---- | ----- |
| Sport Boys           | Perú      | 1996 | 9     |
| Unión Huaral         | Perú      | 1997 | 8     |
| Alfonso Ugarte       | Perú      | 1998 | 57    |
| Cienciano            | Perú      | 1999 | 6     |
| Unión Minas          | Perú      | 2000 | 12    |
| Alianza Atlético     | Perú      | 2001 | 5     |
| Sport Coopsol        | Perú      | 2001 | 7     |
| Deportivo Aviación   | Perú      | 2002 | 17    |
| Atlántida SC         | Paraguay  | 2002 | 2     |
| Olímpico Somos Perú  | Perú      | 2003 | 24    |
| Sport Boys           | Perú      | 2004 | 6     |
| Unión Huaral         | Perú      | 2005 | 7     |
| Atlético Minero      | Perú      | 2006 | 18    |
| Puerto Nuevo         | Argentina | 2006 | 0     |
| UTC                  | Perú      | 2007 | 15    |
| Deportivo Coreano    | Argentina | 2007 | 5     |
| ABB                  | Bolivia   | 2008 | 1     |
| América Cochahuayco  | Perú      | 2009 | 17    |
| Deportivo Coopsol    | Perú      | 2010 | 16    |
| U América            | Perú      | 2011 | 14    |
| Deportivo Municipal  | Perú      | 2012 | 0     |
| Hijos de Acosvinchos | Perú      | 2012 | 5     |
| Willy Serrato        | Perú      | 2012 | 13    |
| Juventud Santa Rosa  | Perú      | 2023 | 0     |